# Sol, sommar och studentskor
Sol, sommar och studentskor (danska: Sol, Sommer og Studiner)  är en dansk Fyrtornet och Släpvagnen-komedifilm från 1922 i regi av Lau Lauritzen Sr.

## Rollista i urval
- Carl Schenstrøm - Fyrtornet
- Harald Madsen - Släpvagnen
- Oscar Stribolt - handlare Kruse
- Ruth Komdrup - Alice, handlarens dotter
- Petrine Sonne - Trine, handlarens hushållerska
- Hans Egede Budtz - Søren Hammer
- Arthur Jensen
- Jessie Rindom
- Lauritz Olsen
- Poul Juhl